# Großsteingrab Steendyssen 1
Das Großsteingrab Steendyssen 1 war eine megalithische Grabanlage der jungsteinzeitlichen Nordgruppe der Trichterbecherkultur im Kirchspiel Blistrup in der dänischen Kommune Gribskov. Es wurde 1933 zerstört.

## Lage
Das Grab lag südlich von Smidstrup auf einem Feld nördlich des Ebholmvej. Wenige Meter nordöstlich lag das Großsteingrab Steendyssen 2. In der näheren Umgebung gibt bzw. gab es zahlreiche weitere megalithische Grabanlagen. Erhalten sind noch der Ølshøj und der Digeshøi.

## Forschungsgeschichte
Das Grab wurde 1886 von Mitarbeitern des Dänischen Nationalmuseums dokumentiert. Bei einer erneuten Aufnahme der Fundstelle im Jahr 1937 wurde festgestellt, dass die Anlage 1933 zerstört worden war.

## Beschreibung
Die Anlage besaß eine rechteckige nord-südlich orientierte Hügelschüttung mit einer Länge von etwa 12 m und einer Breite von 8,5 m. Von der Umfassung waren 1886 noch 20 Steine erhalten. An der Nordseite befanden sich vier, von denen einer umgestürzt war. An der Westseite standen fünf Steine. Im Süden waren von fünf erhaltenen Steinen zwei umgestürzt. An der Ostseite waren sechs Steine erhalten, von denen drei umgestürzt waren. Im Hügel befand sich eine nordnordwest-südsüdöstlich orientierte rechteckige Grabkammer, die als Dolmen anzusprechen ist. Sie hatte eine Länge von 1,6 m und eine Breite von 0,9 m. Die Kammer besaß jeweils einen Wandstein an allen vier Seiten. Der Deckstein fehlte.